# Emmanuel Develey
Emmanuel Develey (Isaac-Emmanuel-Louis), né le 27 mai 1764 à la Bretonnière, près de Payerne, et mort le 22 mai 1839 à Lausanne, est un professeur de physique, mathématiques et astronomie à l’Académie de Lausanne.

## Biographie
Emmanuel Develey, fils de César-Charles-Louis, grand négociant à Genève et à Amsterdam, commence sa formation à Genève au Collège puis comme apprenti dans la maison de commerce de son père (1781-1784), avant d’étudier à l’Académie de Genève (1785-1787), avec Horace Bénédict de Saussure et Marc-Auguste Pictet. Il part alors se perfectionner à l’Université de Paris, où il étudie dès 1787 les mathématiques, la physique et l’anatomie. Il épouse en  1789 Louise de Félice, fille de Fortuné-Barthélemy de Félice, auteur de l'encyclopédie d'Yverdon.           
Rentré au pays, il s’établit à Lausanne où il enseigne à l’Académie, comme remplaçant de Louis de Treytorrens à la chaire de philosophie et mathématiques (1791-1795). Après le décès de Treytorrens, il est candidat malheureux au concours de la chaire de philosophie à Berne, ainsi qu'à celle de mathématiques à Lausanne. Il publie en 1795 L'arithmétique d’Émile, qui rencontre un grand écho, également en France. À Lausanne, ses cours publics de physique et de mathématiques rencontrent un vif succès, « surtout auprès des femmes », ajoute son premier biographe, resté anonyme.
Toujours à Lausanne, il devient en 1798  professeur honoraire de mathématiques et physique, puis professeur ordinaire de mathématiques et d'astronomie à la Faculté de philosophie et belles-lettres (1806-1837), puis à la Faculté des lettres et sciences (1837-1839). Recteur (1819-1822).
Develey compte parmi les membres fondateurs du Cercle littéraire de Lausanne en 1819. Pour ses services rendus à la science, il reçoit la médaille d’or de la Société d’utilité publique.
Partisan de la Révolution dès 1789, il siège au Comité de réunion en janvier 1798 et participe aux assemblées de la Société des amis de la liberté, club aux idées progressistes. Il est aussi membre de plusieurs sociétés savantes, en France, Saxe, Russie. Develey, par ses nombreuses publications, s’est acquis une réputation de pédagogue dans toute l'Europe. Plusieurs de ses ouvrages ont été traduits en allemand. Il refuse cependant le poste de directeur d'un institut d'heuristique (à établir selon les idées de Johann Heinrich Pestalozzi), que lui propose à Paris Antoine-François Fourcroy.

## Choix d’œuvres
- Mémoire pour servir à l'histoire de la révolution du Pays de Vaud, Lausanne 1798.
- Observations et expériences sur les eaux thermales de Loëche, en Vallais, Lausanne 1798.
- Arithmétique d'Emile, 1795 (nouv. éd. Paris 1802).
- Physique d'Emile, ou principes de la science de la nature, présentés dans un ordre absolument nouveau, et démontrés par des expériences simples et une chaîne de raisonnemens faciles à suivre, Paris : [Fuchs], 1802.
- Algèbre d'Emile, Paris, 1805.
- Observations sur le langage du Pays de Vaud, Lausanne 1808 (rééd. 1824).
- Élemens de géométrie à l'usage des collèges du canton de Vaud, Lausanne 1816.
- Organisation du clergé du Canton de Vaud, Lausanne 1819.
- Précis du nouveau système des poids et mesures du Canton de Vaud en Suisse, Lausanne 1823.
- Métaphysique des quantités positives et négatives ou introduction à l'algèbre, Lausanne 1824.
- Les Égyptiens sur les bords du lac Léman ou Sébastian de Montfaucon, dernier évêque de Lausanne : chronique du commencement du 16me siècle, Genève ; Paris 1828.
- Guide pour les lecteurs des romans de Walter Scott et de Cooper, par un amateur, Paris 1835.
- Cours élémentaire d'astronomie, à la portée de tous les lecteurs, Lausanne 1836.